# L'Évanouissement
Pour l’article homonyme, voir évanouissement.
L'Évanouissement est le second roman de l'écrivain franco-espagnol Jorge Semprún, publié en 1967 après le succès retentissant du Grand Voyage. Il est écrit en français et publié en France.

## Présentation

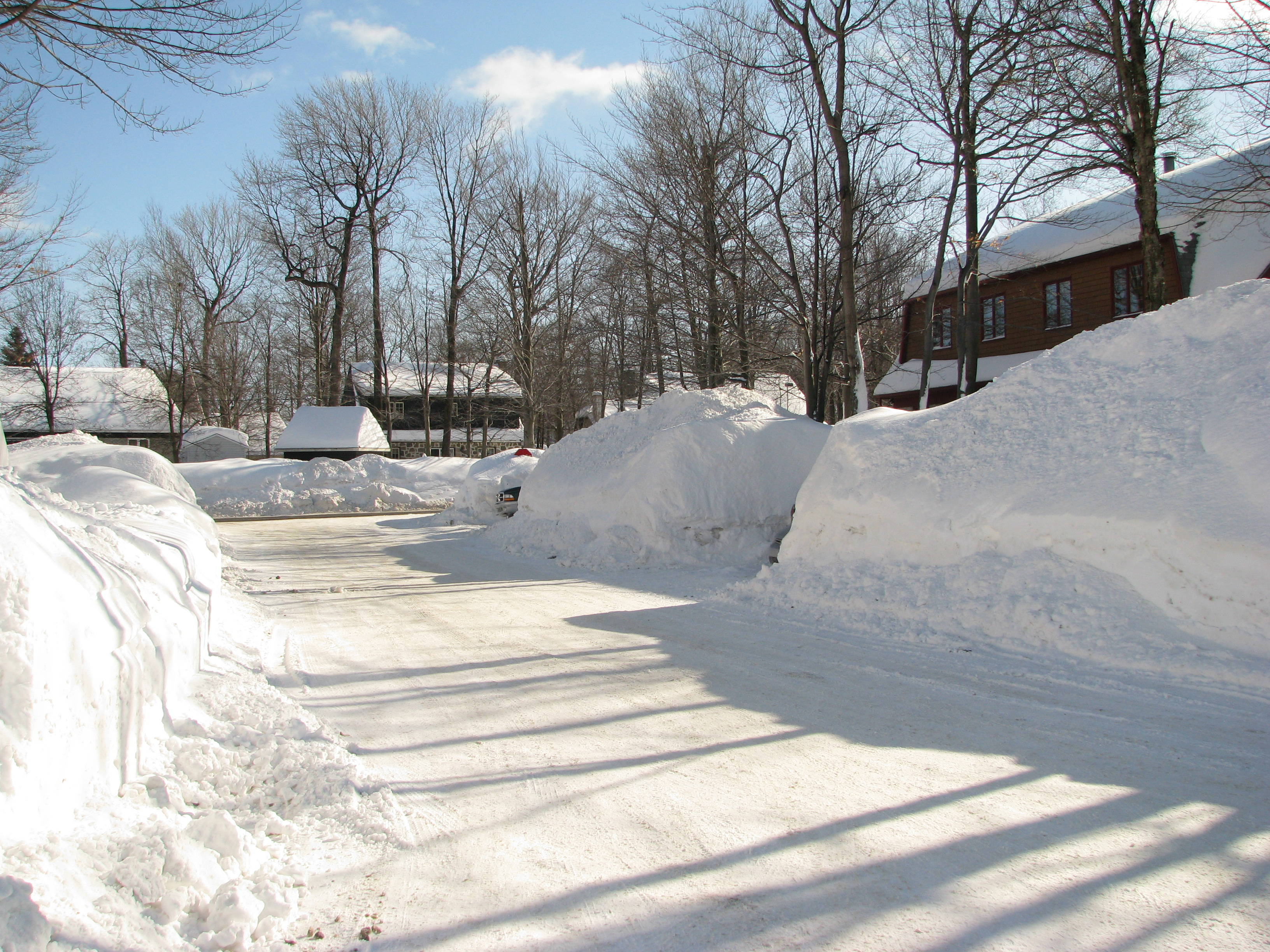
Neige, symbole de son amnésie

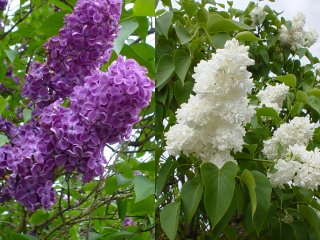
Lilas : symbole de son amnésie

Peu de temps après son retour de Buchenwald, Manuel, le héros du Grand Voyage, tombe évanoui de la plate-forme du train qui le ramenait chez lui en banlieue parisienne.
Il est transporté dans une clinique, commotionné, l'oreille déchirée, quasiment amnésique. Quand il se réveille après son opération, il n'a accès qu'à des fragments de son passé auxquels le narrateur ajoute des épisodes de son avenir. Manuel tente ainsi de se reconstruire, de rechercher son 'moi' à travers des bribes de biographie.
Dans ce désordre de la mémoire, une image domine mais qu'il ne parvient pas à replacer dans son contexte : de la neige et du lilas. Manuel n'aura la solution que bien plus tard en 1956 mais pour le moment son existence lui semble comme une espèce d'évanouissement effrayant. Il s'efforce alors de se rattacher à la réalité, d'amorcer une vie qui ne sera plus tout à fait la même après le traumatisme qu'il a subi.
Il n'en a vraiment conscience que quand il se raccroche aux épisodes les plus intenses de sa vie : le danger au temps du Maquis ou au temps de clandestin du Parti communiste espagnol, la peur et la douleur quand il fut torturé par la Gestapo ou déporté à Buchenwald. À part ces moments d'intense communion, la réalité lui apparaît comme une lointaine nébuleuse qu'il ne peut exprimer par la parole.

## L'image féminine dans le récit
Dans son étude sur les images féminines dans l'œuvre de Jorge Semprun, Maria Liénard Ortega traite de leur présence, de leur importance dans L'Évanouissement.
L'image de la mort, associée à une femme aimée et désirée se retrouve aussi dans ce récit. Deux femmes, Laurence et Lorène, jouent un rôle capital dans le « retour à la vie » du narrateur-personnage, hanté par le souvenir de la mort, toujours présente dans sa vie alors qu'il est depuis peu rentré du camp de Buchenwald.
Cette dualité entre la femme et la mort qui apparaît dès le titre, L'éva-nouissement, contient à la fois Ève (dans sa forme hispanique Éva) et l'idée de la chute qui va provoquer une perte de conscience ou 'petite mort'. Maria Liénard Ortega se demande « quels conflits, quelles tensions génère la rencontre de ces deux antagonismes, chez les personnages, le narrateur et les femmes, mus par des pulsions antagonistes de vie et de mort ».
Dès lors, on peut estimer que la femme, mère ou Ève, donatrice de vie, aimée, désirée, ou les deux, constitue un élément de l'histoire lié au retour des mauvais souvenirs de Buchenwald, oubliés ou même refoulés chez le narrateur : « le personnage féminin aurait alors, sur la mémoire involontaire du narrateur, un rôle catalyseur qui favoriserait le retour de ce passé à la conscience, donnerait lieu à une écriture qui aurait fonction d'exutoire ».
Le « retour du refoulé » chez le narrateur rescapé des camps, c'est-à-dire le retour du souvenir obsédant de la mort des autres déportés, auxquels il s'identifie, coïncide avec le « retour à la vie » et s'exprime à travers ce que nous dit le narrateur de « sa relation à Laurence, son interlocutrice privilégiée, par l'intermédiaire de ce qu'elle suscite chez lui, des désirs qu'elle éveille, des fixations érotiques auxquelles elle peut répondre ».
Le « retour à la vie », c'est d'abord le recours à une relation sensuelle et charnelle liée à une volonté de lutter contre la solitude et l'incommunicabilité : « ayant eu à souffrir du sentiment de non-appartenance créé par les déracinements forcés, le personnage cherche à établir avec autrui, en l'occurrence avec les femmes, une forme de communion, afin de rompre l'isolement ». Peut-être qu'en l'occurrence le langage des corps pourra parvenir à exprimer plus, à combler les limites des mots, les vides du discours et « à libérer le narrateur des blessures et des angoisses anciennes si longtemps tues dans le refoulement et l'oubli ».

## Sources bibliographiques
- María Angélica Semilla Durán, Le Masque et le Masqué : Jorge Semprun et les abîmes de mémoire, Presses universitaires du Mirail, coll. « Hespérides », Toulouse, 2005, 253 p.  (ISBN 2-85816-769-9) : essai critique
- Édouard de Blaye, Franco ou la monarchie sans roi, Stock, 1974, 558 p.
- Josane Duranteau, Neige et lilas (Compte-rendu), in: La Quinzaine littéraire nr 36, 1-15 octobre 1967 p.8 en ligne.